# Keith Pienaar
Keith Pienaar es un deportista zimbabuense que compitió en atletismo adaptado y natación adaptada. Ganó dos medallas en los Juegos Paralímpicos de Tokio 1964.

## Palmarés internacional
| Representando a Rodesia del Sur |               |                   |         |
| Juegos Paralímpicos             |               |                   |         |
| Año                             | Lugar         | Medalla           | Prueba  |
| 1964                            | Tokio (Japón) | Medalla de bronce | Disco B |

| Representando a Rodesia del Sur |               |                  |                             |
| Juegos Paralímpicos             |               |                  |                             |
| Año                             | Lugar         | Medalla          | Prueba                      |
| 1964                            | Tokio (Japón) | Medalla de plata | Estilos clase abierta mixto |